# McGraw Ranch
 (avril 2020).
Pour les articles homonymes, voir McGraw.
Le McGraw Ranch est un ranch américain situé dans le comté de Larimer, dans le Colorado. Protégé au sein du parc national de Rocky Mountain, il est inscrit au Registre national des lieux historiques depuis le 17 septembre 1998.